# Apogon pseudomaculatus
Apogon pseudomaculatus är en fiskart som beskrevs av Longley 1932. Apogon pseudomaculatus ingår i släktet Apogon och familjen Apogonidae. Inga underarter finns listade i Catalogue of Life.